# جنگل پرناراوا
جنگل پرناراوا (به لاتین: Pernarava-Šaravai Forest) یک جنگل در لیتوانی است که در Kėdainiai District Municipality واقع شده‌است.